# Lovelock, Nevada
Quận Lovelock là một thành phố quận lỵ của quận Pershing thuộc tiểu bang Nevada, Hoa Kỳ. Theo điều tra dân số của Cục điều tra dân số Hoa Kỳ năm 2000, quận có dân số 2003 người.